# Paulo Bernardo
Paulo Guilherme Gonçalves Bernardo, noto semplicemente come Paulo Bernardo (Almada, 24 gennaio 2002), è un calciatore portoghese, attaccante del Celtic e della nazionale portoghese under-21, di cui è capitano.

## Carriera

### Club

#### Giovanili
Cresciuto nel settore giovanile del Benfica, Bernardo firma il suo primo contratto da professionista il 26 febbraio 2018 e debutta nella squadra riserve in una gara di Segunda Liga contro il Vilafranquense il 2 febbraio 2000. Il suo allenatore dell'epoca, Renato Paiva, lo elogia descrivendolo come una delle "future stelle della squadra".

#### Benfica
Dopo una stagione 2020-2021 promettente per Bernardo nella squadra riserve, la successiva stagione continua sulla stessa linea e ottiene il premio di "centrocampista del mese" della Segunda Liga nei mesi di ottobre e novembre. Il 2 novembre 2021 debutta in prima squadra nella gara di Champions League tra Benfica e Bayern Monaco, entrando al 77º minuto (gara finita 5-2 per i bavaresi). Nella stessa settimana, il 7 novembre, debutta anche in Primeira Liga sostituendo l'infortunato João Mário al 23° minuto nella partita contro il Braga (finita con il punteggio di 6-1 per il Benfica).

#### Paços de Ferreira
Il 31 gennaio 2023, il Benfica decide di cedere Bernardo in prestito al Paços de Ferreira fino alla conclusione della stagione. È del 6 marzo 2023 il primo goal segnato dal giocatore per il Paços, nella sconfitta per 2-1 subita dal Casa Pia.

#### Celtic
Il 1º settembre 2023, il Celtic di Glasgow allenato da Brendan Rodgers annuncia l'arrivo in prestito dal Benfica di Bernardo, con un accordo che prevede l'opzione per il suo acquisto. Il 30 dicembre 2023 segna uno dei due goal per i biancoverdi nel derby vinto 2-1 contro il Rangers Con il Celtic ottiene il suo primo trofeo nel suo palmares, vincendo il campionato e la Coppa di Scozia.
Prima dell'inizio della stagione successiva, il 1º agosto 2024, il Celtic annuncia il riscatto definitivo di Bernardo acquistando il cartellino dal Benfica per un valore di 4 milioni di euro e concludendo con il giocatore portoghese un accordo quinquennale.

### Nazionale
Paulo Bernardo esordisce nelle rappresentative nazionali portoghesi con la selezione Under-17 al campionato europeo di categoria del 2019 disputato in Irlanda: in questa competizione disputa 4 partite e segna un goal per i lusitani (eliminati dall'Italia ai quarti di finale).
Esordisce nella nazionale Under-21 il 6 settembre 2021 nella partita (valevole per le qualificazioni ai campionati europei di categoria del 2023) vinta contro la Bielorussia per 1-0, sostituendo André Almeida il 73º minuto.

## Statistiche

### Presenze e reti nei club
Statistiche aggiornate al 30 giugno 2022.
| Stagione        | Squadra         | Campionato      | Campionato | Campionato | Coppe nazionali | Coppe nazionali | Coppe nazionali | Coppe continentali | Coppe continentali | Coppe continentali | Altre coppe | Altre coppe | Altre coppe | Totale | Totale |
| Stagione        | Squadra         | Comp            | Pres       | Reti       | Comp            | Pres            | Reti            | Comp               | Pres               | Reti               | Comp        | Pres        | Reti        | Pres   | Reti   |
| --------------- | --------------- | --------------- | ---------- | ---------- | --------------- | --------------- | --------------- | ------------------ | ------------------ | ------------------ | ----------- | ----------- | ----------- | ------ | ------ |
| 2019-2020       | Benfica B       | LdH             | 2          | 0          |                 | -               | -               |                    | -                  | -                  |             | -           | -           | 2      | 0      |
| 2020-2021       | Benfica B       | LdH             | 17         | 4          |                 | -               | -               |                    | -                  | -                  |             | -           | -           | 17     | 4      |
| 2021-2022       | Benfica B       | LdH             | 10         | 2          |                 | -               | -               |                    | -                  | -                  |             | -           | -           | 10     | 2      |
| 2022-2023       | Benfica B       | LdH             | 9          | 1          |                 | -               | -               |                    | -                  | -                  |             | -           | -           | 9      | 1      |
| 2021-2022       | Benfica         | PL              | 17         | 0          | CP+CdL          | 0+1             | 0               | UCL                | 2                  | 0                  |             | -           | -           | 7      | 0      |
| Totale carriera | Totale carriera | Totale carriera | 33         | 6          |                 | 1               | 0               |                    | 2                  | 0                  |             | -           | -           | 36     | 6      |

## Palmarès

### Club

#### Competizioni nazionali
- Campionato scozzese: 2

Celtic: 2023-2024, 2024-2025
- Coppa di Scozia: 1

Celtic: 2023-2024
- Coppa di Lega scozzese: 1

Celtic: 2024-2025